# Lista över universitet i USA
- Arizona
  - Arizona State University
  - Northern Arizona University
  - University of Arizona
- Colorado
  - Colorado State University
  - University of Colorado
- Connecticut
  - Yale University
- DC
  - Georgetown University
  - George Washington University
- Florida
  - University of Florida
- Georgia
  - Emory University
- Illinois
  - University of Illinois
  - University of Illinois at Urbana-Champaign
  - University of Illinois at Chicago
  - University of Illinois at Springfield
- Kalifornien
  - Biola University
  - California Baptist University
  - California Institute of Technology
  - California Lutheran University
  - California State University
  - Stanford University
  - University of California
  - University of Southern California
- Kansas
  - Kansas State University
  - University of Kansas
- Kentucky
  - Eastern Kentucky University
- Maryland
  - Johns Hopkins University
  - University of Maryland
- Massachusetts
  - Amherst College
  - Boston College
  - Boston University
  - Harvard University
  - Massachusetts Institute of Technology
  - Northeastern University
  - Suffolk University
  - Tufts University
  - University of Massachusetts
- Michigan
  - University of Michigan
- Missouri
  - University of Missouri
  - Missouri State University
- New Hampshire
  - Dartmouth College
- New Jersey
  - Princeton University
  - Rutgers University
- New York
  - Columbia University
  - Cornell University
  - New York University
  - Rensselaer Polytechnic Institute
  - State University of New York
- North Carolina
  - North Carolina State University
  - Duke University
  - University of North Carolina at Chapel Hill
- Oklahoma
  - Oklahoma State University
- Oregon
  - Portland State University
- Pennsylvania
  - Carnegie Mellon University
  - University of Pennsylvania
  - Lista över universitet i Pennsylvania
- Texas
  - Rice University
- Utah
  - Brigham Young University
- Virginia
  - Liberty University
  - University of Virginia
- Vermont
  - Bennington College
  - Marlboro College
  - Middlebury College
  - University of Vermont
- Wisconsin
  - University of Wisconsin–Madison